# داود سرسم
أللواء المهندس داود يعقوب سرسم هو سياسي وعسكري عراقي مسيحي، ولد في لواء الموصل سنة 1920.
قبل في الكلية العسكرية العراقية سنة 1938 وهي الدورة السابعة عشرة.
شغل منصب مدير الأشغال العسكرية، كما شغل منصب وزير البلديات والأشغال العامة في وزارة ناجي طالب عامي 1966 و 1967.
توفي في لندن في 3 كانون الأول 2012.